# 스피릿 (V6의 노래)
〈스피릿〉(スピリット)은 2009년 6월 17일 발매한 V6의 35번째 싱글이다.

## 설명
- 이전 싱글 《LIGHT IN YOUR HEART/Swing!》로부터 9개월만의 싱글이다.
- 초회한정 MUSIC반(CD+특전 CD)·초회한정 VISUAL반(CD+DVD)·통상반(CD)으로 총 3가지 타입으로 발매되었다.

## 수록곡

### 통상반
1. スピリット 
  - 작사/작곡：시미즈 아키오, 편곡：스즈키 마사야, Strings Arrangement：사쿠라이 토모
  - 와세다 아카데미 TV-CM송, 후지TV계 《VivaVivaV6 도쿄 V슈란 2》 테마 송
2. CHANCE! 
  - 작사/작곡：VELVETRONICA, 편곡：나카무라 야스시치
  - V6 전원 출연 버라이어티 TBS계열 《신지식 계급 쿠마구스》 엔딩곡
3. 明日の傘 
  - 작사：토리우미 유케, 작곡：T.Crouch, 편곡：CHOKKAKU, Chorus Arrangement：다카하시 테츠야
4. どうかよろしく。 
  - 작사/작곡：Sho Watanabe, 편곡：Jun Suyama, Chorus Arrangement：다카하시 테츠야
5. スピリット (カラオケ)
6. CHANCE! (カラオケ)
7. 明日の傘 (カラオケ)
8. どうかよろしく。 (カラオケ)

### 초회한정 MUSIC반
DISC1
1. スピリット
2. CHANCE!

DISC2
1. スタートライン【song by 오오하시 다쿠야 from 스키마스위치】/ 20th Century 
  - 작사/작곡：오오하시 다쿠야
2. Desert Eagle【song by Spontania】/ Coming Century
  - 작사/작곡：Spontania·Jeff Miyahara
3. red【song by アンダーグラフ】/ 20th Century
  - 작사/작곡：마토바라 나오토
4. Are you ready tonight?【song by Shigeo from SBK / The SAMOS】/ Coming Century 
  - 작사/작곡：Shigeo

### 초회한정 VISUAL반
CD
1. スピリット
2. CHANCE!

DVD
1. スピリット (Music Video Full version)
2. SPECIAL スピリット MOVIE Making Film, Off-Shot